# Пусаннёк (станция метро)
«Пусаннёк» (кор. 부산역) — подземная станция Пусанского метро на Первой линии. Она представлена двумя боковыми платформами. Станция обслуживается Пусанской транспортной корпорацией. Расположена в квартале Чхорян-дон муниципального района Тонку Пусана (Южная Корея). На станции установлены платформенные раздвижные двери.
Станция была открыта 15 мая 1987 года.
Открытие станции было совмещено с открытием участка Первой линии длиной 5,4 км и ещё 5 станцийː «Чунан», «Чхорян», «Пусанджин», «Чвачхон» и «Помиль».
Над станцией расположена железнодорожная станция «Пусан», открытая 1 апреля 1908 года. Вокзал представлен 4 платформами. Обслуживается двумя высокоскоростными ж/д линиями KTXː Кёнбусон (Сеул—Пусан) и Кёнбусон (скоростная ж/д линия) (Сеул—Пусан).